# Kolejová harfa

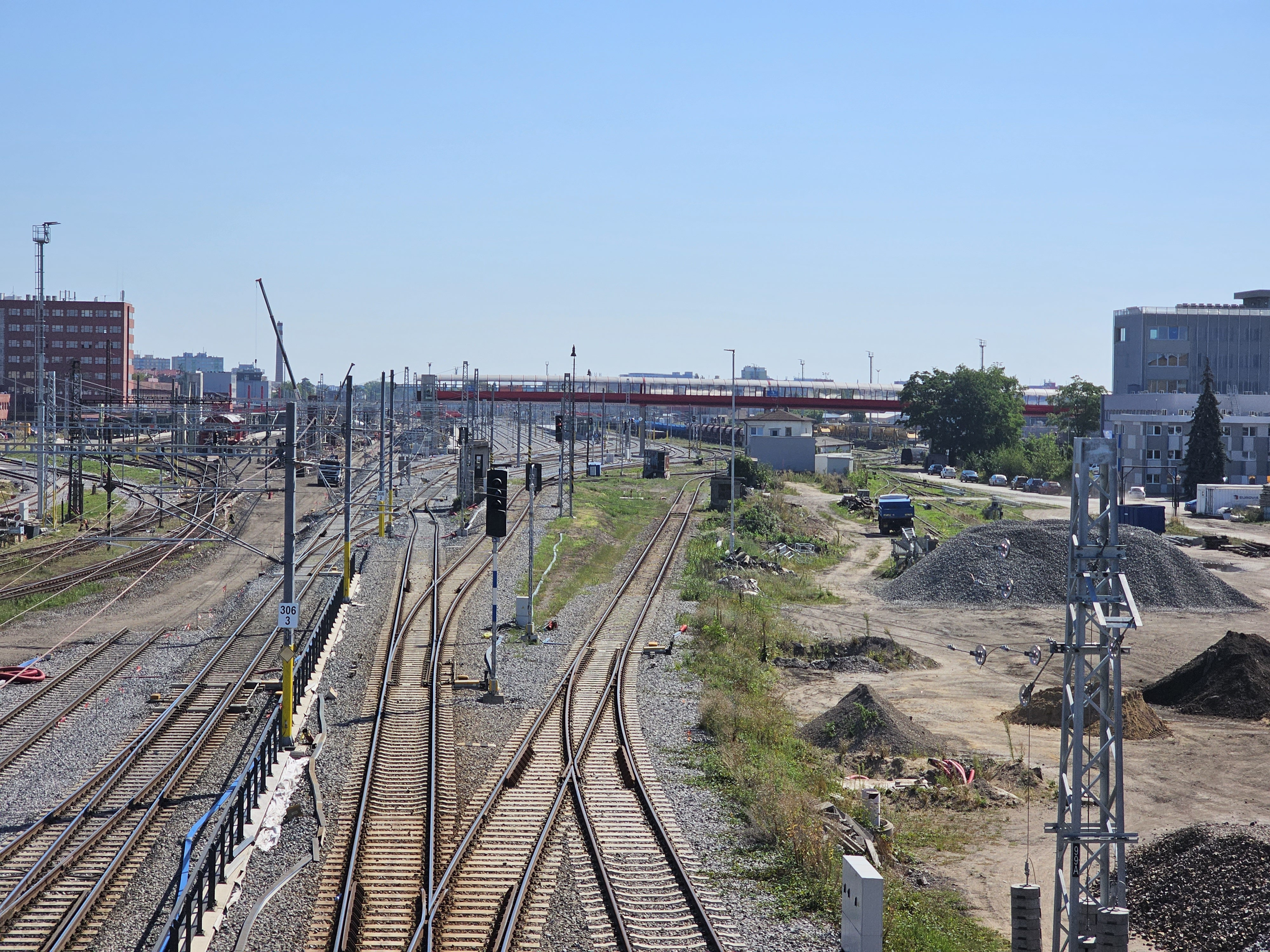
Kolejová harfa v Pardubicích

Kolejová harfa je skupina kolejí na větších nádražích (typicky seřazovacích) nebo v tramvajových vozovnách. Kolejová harfa (nesprávně také harfová výhybka) slouží k rozřazování vozů podle určitého traťového směru.
Harfové koleje jsou zpravidla stejné délky asi pro 10 až 20 vozů. 
Pojmenování harfa (též rošt) vychází z vlastního tvaru kolejové skupiny.
Pracovník na harfě je slangově označován harfař.
Podle jedné z teorií je název pražské křižovatky Harfa pojmenován právě po kolejové harfě, která zde jako součást seřazovacího nádraží byla.